# Creep (canção de TLC)
"Creep" é uma canção do grupo feminino estadunidense TLC, contida em seu segundo álbum de estúdio CrazySexyCool (1994). Foi composta e produzida por Dallas Austin, que também serviu como produtor executivo juntamente com Antonio "L.A." Reid e Perri "Pebbles" Reid. Colaborador de longa data do grupo e amigo de adolescência da integrante Tionne "T-Boz" Watkins, Austin escreveu a faixa a partir de uma perspectiva feminina inspirado em uma experiência pessoal compartilhada por ela, que vivenciou um problema em seu relacionamento. A elaboração da obra criou um novo método de composição para ele e foi apreciada pelo trio, por encaixar-se na imagem de feministas que elas passavam; a integrante Lisa "Left Eye" Lopes, no entanto, opôs-se fortemente à faixa, discordando de sua mensagem. Esta foi uma das diversas músicas do disco a não conter os vocais de Lopes, que estava na reabilitação em virtude do incidente com seu então namorado, o jogador de futebol americano Andre Rison.
Gravada em 1994 nos DARP Studios em Atlanta, Geórgia, "Creep" foi lançada em 31 de outubro de 1994 como o single inicial de CrazySexyCool, através da LaFace Records; diversos remixes foram incluídos nos diferentes formatos disponibilizados, com alguns apresentando raps de Lopes comentando as consequências de uma traição. Com o sucesso obtido pela faixa de trabalho posterior "Waterfalls", no início de 1996 a obra foi relançada no Reino Unido e na Europa com o título de "Creep '96". Em termos musicais, é uma canção derivada do R&B contemporâneo com influências de funk, jazz e boom bap, sendo um notável afastamento da estreia do grupo, maioritariamente trabalhada com o new jack swing, contendo o uso de demonstrações de "Hey Young World", de Slick Rick, e "Who the Cap Fits", de Shinehead. Liricamente, retrata a situação de uma mulher que, ao descobrir que seu parceiro a trai, ela faz o mesmo, para receber atenção no relacionamento.
"Creep" foi aclamada por críticos musicais, que elogiaram a mudança e a nova direção musical das TLC, seus vocais e a produção de Austin, com alguns comparando-a com trabalhos de Prince. Constou em diversas listas reconhecendo as melhores músicas da década de 1990, tanto geral quanto do gênero R&B, e rendeu às TLC seu primeiro Grammy Award, na categoria de Best R&B Performance by a Duo or Group with Vocals. Obteve um bom desempenho comercialmente, alcançando as vinte primeiras posições na Austrália, Escócia, Nova Zelândia e Reino Unido. Nos Estados Unidos, marcou o primeiro número um do grupo na Billboard Hot 100, liderando por quatro semanas consecutivas e sendo a terceira de maior sucesso em 1995; foi a oitava mais vendida naquele ano e recebeu uma certificação de platina pela Recording Industry Association of America (RIAA), vendendo mais de um milhão de cópias no território.
O vídeo musical correspondente foi dirigido por Matthew Rolston e lançado em outubro de 1994 na MTV. O grupo filmou e descartou outros dois vídeos — um deles lançado anos depois na Internet — até contatarem Rolston, inspiradas por seu trabalho com o Salt-N-Pepa; o produto final é tido como um dos vídeos pop mais icônicos de todos os tempos, por sua coreografia e pelos pijamas de seda utilizados pelas cantoras, que ajudaram também a criar um novo conceito de moda e inspiraram trabalhos posteriores. As TLC cantaram "Creep" em uma série de eventos, como o programa humorístico Saturday Night Live e os MTV Video Music Awards de 1995, incluindo-a no repertório de várias turnês desde então. Reconhecida como uma das canções assinatura das TLC, a faixa foi notada por marcar uma virada na carreira do grupo e influenciar contemporâneas como Aaliyah e Destiny's Child através de seu tema de empoderamento feminino, que colocou a mulher como a protagonista e o homem como o objeto da relação, algo incomum na época; foi também regravada e utilizada como interpolação por diversos artistas, como Nick Carter e Zendaya, fazendo também parte de filmes, séries e vídeo games.

## Antecedentes e desenvolvimento

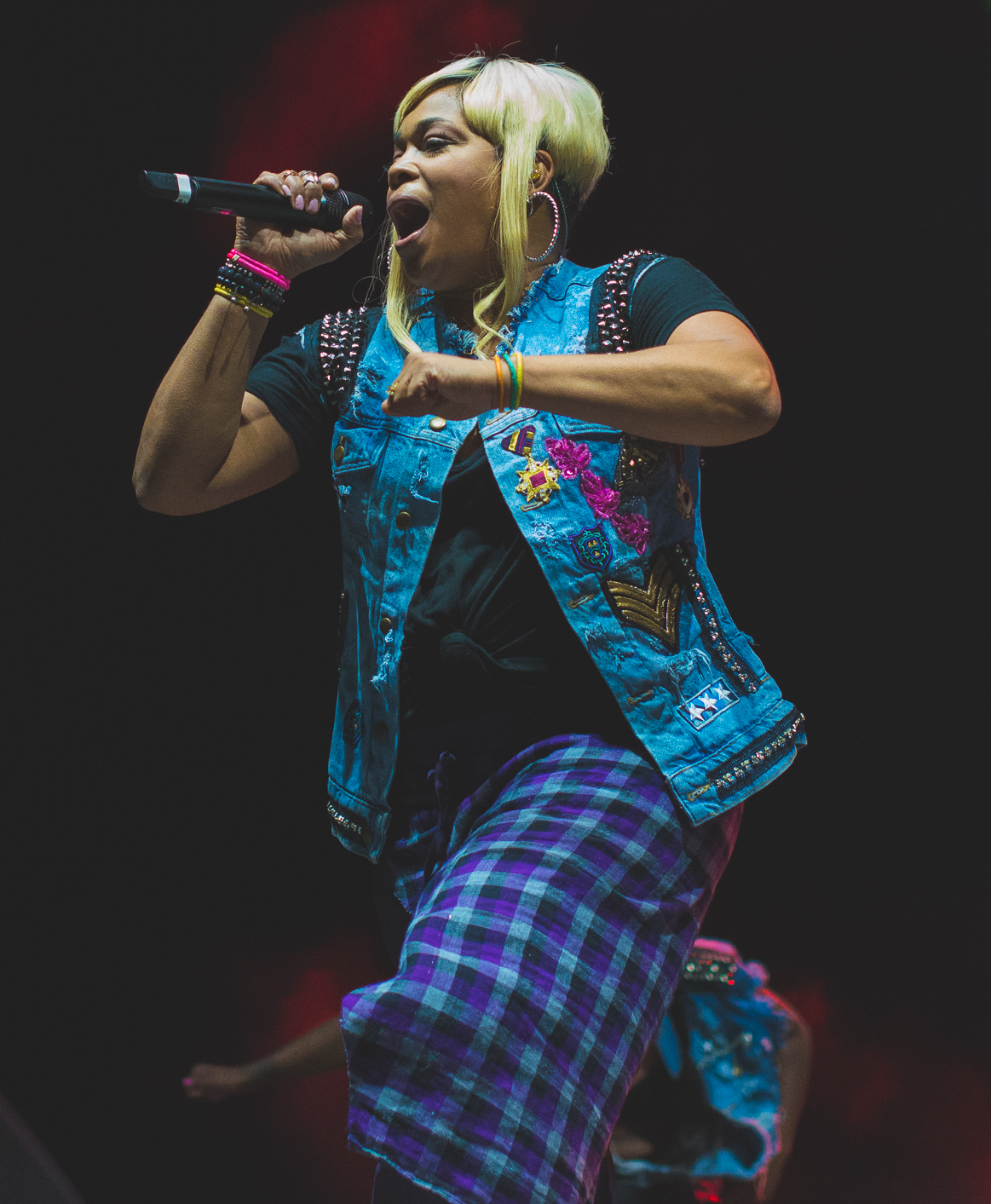
"Creep" foi inspirada pela experiência da integrante Tionne "T-Boz" Watkins (imagem), que passou por problemas relacionados à falta de atenção em seu relacionamento.

Após concluírem os trabalhos com seu álbum de estreia Ooooooohhh... On the TLC Tip (1992), recebido com análises positivas e sucesso comercial, as TLC começaram as sessões de gravação de seu segundo álbum CrazySexyCool no final de 1993, estendendo-as até setembro de 1994. Elas trabalharam com diversos colaboradores de seu debute, como Babyface, Jermaine Dupri e Dallas Austin, sendo introduzidas também a novos produtores como Organized Noize e Sean "Puffy" Combs. Uma das faixas do disco, "Creep", foi baseada nas experiências pessoais da integrante Tionne "T-Boz" Watkins; ela compartilhou o fato com Austin, seu amigo de longa data para quem havia contado diversas histórias desde a adolescência. Ela lembrou:
| “ | Você está com um cara e ele não lhe demonstra atenção, então outro surge e você fica tipo, 'Ei, se você estivesse onde deveria, ele não poderia estar me faltando com atenção agora!'. Eu estava no meio desse drama, porque o outro cara era amigo [do meu namorado], e meu namorado e eu não estávamos nos dando bem. Nós achamos ser uma boa relação para se falar sobre, porque muitas pessoas não admitem que é assim que elas se sentem — que o homem delas está brincado com elas e elas querem estar com ele, então procuram por atenção em outros lugares, mas elas querem mesmo estar com o homem delas. | ” |

Inspirado pelo ocorrido com Watkins, Austin escreveu "Creep" a partir de uma perspectiva feminina, e achou que Watkins seria a voz principal perfeita. Esta experiência lhe ajudou a criar "um novo molde" de composição, por tratar de "coisas que os homens não sabiam que as mulheres faziam". O "ponto de vista feminino" na faixa foi apreciado pelo trio, uma vez que, como grupo, elas sempre se retrataram como feministas — um ponto de vista refletido na canção. Entretanto, conforme revelado no filme biográfico do VH1 CrazySexyCool: the TLC Story (2013), a faixa também foi aparentemente inspirada pela infidelidade de Austin à sua então namorada, a integrante Rozonda "Chilli" Thomas. Questionadas se haviam se inspirado na faixa de mesmo nome da banda Radiohead, lançada em 1992, as integrantes negaram. Andy Greene, da Rolling Stone, apontou que as TLC usaram o termo "creep" num contexto diferente dos singles do Radiohead ou dos Stone Temple Pilots, já que elas falam sobre se vingar de um rapaz infiel o traindo. A ideia, porém, foi considerada um tanto controversa. Segundo Thomas, o tema não surgiu como algo chocante para elas, declarando: "Acho que quando estreamos foi muito ousado da nossa parte ter uma música chamada 'Ain't 2 Proud 2 Beg' com [as letras] 'Duas polegadas ou uma jarda, está endurecendo ou sucedendo'. As pessoas entenderam totalmente que tipo de grupo nós éramos. Cantar uma música como 'Creep' não seria surpresa para nós".
Apesar disso, a integrante Lisa "Left Eye" Lopes se opôs à canção, ameaçando usar fita preta na boca no vídeo musical, por discordar da mensagem da faixa e sua escolha como single inicial de CrazySexyCool, parcialmente devido ao histórico de grupo de defender o sexo seguro. Ela compartilhou: "Eu fiquei totalmente, 100% contra 'Creep'. Eu não apoiei trair seu homem, sabe, para mim, é [melhor] ser fiel. Acredite, eu lutei contra o lançamento desse single. Sabe, eu fiquei tipo, 'Se uma mulher pegar o homem dela a traindo', isso na minha opinião, 'ao invés de dizer para ela trair de volta, por que não dizemos para ela abandoná-lo?'". No final, Lopes eventualmente concordou, declarando: "Se algumas pessoas podem trair e, em suas mentes, podem se sentir melhor fazendo a mesma coisa (...) ótimo. Eu só não sou uma dessas pessoas".
Ela, em vez disso, acrescentou um rap novo em alguns remixes da música, falando sobre as consequências de uma traição. Thomas, por outro lado, apontou que a canção e a coreografia do vídeo eram "legais" o suficiente para distrair as pessoas do conteúdo lírico da obra e "simplesmente cantar junto". Em 2014, para o MySpace, a vocalista disse: "Até mesmo 'Creep' — não que nós traímos, mas se fizéssemos isso, [era uma canção] para uma mulher que faria isso. Eu digo, 'Apenas o deixe, mas se você não está pronta para simplesmente sair no momento, então acho que nós lhe dizemos como [trair]'. Nós estávamos muito felizes e ainda estamos muito felizes em servir de voz para tantas mulheres em tantas situações diferentes em suas vidas".

## Lançamento eremixes
Watkins disse que L.A. Reid, co-fundador da LaFace Records, "surtou" quando ouviu "Creep" pela primeira vez. Eventualmente, apesar da reprovação de Lopes, ficou decidido que a faixa serviria como o primeiro single de CrazySexyCool, sendo lançada em 31 de outubro de 1994 nos formatos de CD single, maxi single e fita cassete. A capa do single, fotografada por Dah Len, com direção artística de Christopher Stern e criativa de Davett Singletary, apresenta as três jovens olhando diretamente para a câmera, com a imagem apresentando um fundo de cor roxa escura.
Diversos produtores colaboraram com seus próprios remixes para acompanhar a distribuição dos vários lançamentos do single, incluindo Austin com o DARP Mix, Jermaine Dupri — um parceiro próximo do grupo e que expressou apreço pela canção e o talento de Austin — em conjunto com Shannon Houchins para o Jermaine's Jeep Mix e sua versão à capela, e a dupla Untouchables, formada pelo DJ Eddie F e Kenny "Love" Tongs, que criou as edições Untouchables Mix e Super Smooth Mix. As vertentes de Austin e dos Untouchables apresentam um rap inédito de Lopes; Nate Jones, da revista People, comentou que a composição da integrante nos remixes serviu como outro lembrete do compromisso do grupo em abordar temas sociais "perfeitamente", destacando o verso "O HIV pré-natal está frequentemente dormindo num berço rastejante".
Com o sucesso global de "Waterfalls" e a ascensão do grupo na Europa e no Reino Unido em 1995, "Creep" foi relançada nesses territórios (ou, em alguns, lançada pela primeira vez) sob o título de "Creep '96" em 13 de janeiro de 1996 contendo uma nova capa, e variações apresentando a versão original acompanhada por produções de Dupri, Maxx, Tin Tin Out e a versão do single de "Waterfalls" — substituída por seu DARP Mix nos vinis. Separadamente, em território britânico, a faixa constou como lado B de "No Scrubs" em 1999. Internacionalmente, constou no alinhamento de diversas coletâneas das TLC, como Now & Forever: The Hits (2003), The Very Best of TLC: CrazySexyHits (2006) e 20 (2013). Para o lançamento japonês TLC 20: 20th Anniversary Hits, de 2013, Watkins e Thomas regravaram "Creep" e diversas outras canções para celebrar os vinte anos do grupo na indústria.

## Gravação e composição
"Creep" foi composta e produzida por Dallas Austin e gravada nos DARP Studios em Atlanta, Geórgia, de sua propriedade, encarregando-se também da instrumentação. O processo de gravação foi coordenado por Alvin Speights e Leslie Brathwaite, que utilizaram o console SSL 6056E/G e o deck de rolo Otari MTR-100, contando com a assistência de Carl Glover e Brian Smith. A mixagem ficou a cargo de Speights e foi realizada nos DARP Studios, usando o SSL 4056G e o deck de rolo Studer A827. Em ambos os processos, foi feito o uso do auto-falante Custom TAD e da master tape 3M 996. Sol Messiah realizou scratchings, Rick Sheppard trabalhou com o MIDI e a sonoplastia e vocais de apoio foram fornecidos por Debra Killings, enquanto a masterização foi realizada por Chris Gehringer no The Hit Factory em Nova Iorque. L.A. Reid, Babyface e Perri "Pebbles" Reid serviram como produtores executivos da faixa. "Creep" é uma das diversas canções de CrazySexyCool a não ter a participação de Lopes, devido a problemas em sua vida pessoal. Em junho de 1994, durante o período das gravações, ela ateou fogo na mansão de Andre Rison, jogador de futebol americano e seu então namorado. Inicialmente, a pena para o ocorrido foi de cinco anos de prisão e terapia, mas ao se declarar culpada, a pena de Lopes foi reduzida à entrada na reabilitação por alcoolismo. A clínica só a liberou para apenas algumas sessões de gravação, forçando-a a gravar poucos versos que seriam incluídos no álbum e a ter menos participação no processo criativo.
Em termos musicais, "Creep" é uma canção de R&B contemporâneo influenciada por diversos outros gêneros, como funk, jazz e boom bap, sendo um notável afastamento e um novo som distinto para o grupo, uma vez que a maioria dos trabalhos de seu álbum de estreia eram derivados do new jack swing. Semelhante ao primeiro disco, a canção possui demonstrações de hip hop — nomeadamente "Hey Young World", de Slick Rick e "Who the Cap Fits", de Shinehead —, uma batida pesada e conteúdo lírico que "discute sexo francamente" com uma "sensualidade divertida" e "agressão das ruas". Desta vez, no entanto, elas interpretam as letras "com uma atitude empoderada e eroticismo similar ao de Prince", como observado por Bernadette McNutty, do The Telegraph. Sua produção é construída com um groove profundo e contagiante, uso de trechos de trompete de "tarde da noite", guitarra funk silenciosamente agitada e sons de scratch, elementos que se aliam ao refrão vocal subversivamente pop e acentuam os ganchos "furtivos" da música. Michael Arceneaux, da Complex, considerou "Creep" uma faixa mais "obscura, melosa e bem mais jazz" do que qualquer uma das anteriormente lançadas pelo trio, o que complementou perfeitamente a voz alto de Watkins.
De acordo com a partitura publicada no Musicnotes.com pela EMI Music Publishing, "Creep" foi composta no tom de dó menor e está definida na assinatura de tempo comum, possuindo um ritmo moderado de 96 batidas por minuto. Ela segue a forma tradicional de verso-refrão, com os vocais de Watkins e Thomas abrangendo-se entre as notas de dó4 e fá5, e tendo uma sequência básica formada pelas notas fá menor7, mi bemol7 e dó menor7 constituindo sua progressão harmônica. Watkins abre a faixa se apresentando com uma voz rouca e realiza harmonizações vocais antes de iniciar a primeira estrofe da canção. Na primeira estrofe, a cantora conta os "vinte e dois dias de solidão" de seu relacionamento e expressa como ainda ama seu namorado, mesmo reconhecendo que ele a trai. Na ponte, ela usa um registro mais baixo para interpretar de forma "indiferente" as passagens "Eu nunca o decepcionarei, embora eu traia / É só porque eu preciso de carinho'"; da mesma forma, no refrão ela canta com vocais baixo "Então eu rastejo / E mantenho na discrição", como se estivesse "confessando para algumas poucas pessoas".
Iniciando a segunda estrofe, Watkins conta novamente os dias de solidão — desta vez vinte e três — e ainda descreve o amor por seu companheiro apesar dos sinais de um romance acabado. Depois de cantar o refrão novamente, Thomas se junta para revelar "docemente" o motivo da traição: ela trai porque precisa de atenção do seu parceiro. Watkins termina a faixa com as linhas "Eu rastejo porque eu preciso de atenção / Eu não brinco com a minha afeição", ao passo em que o som some com a batida pesada e as demonstrações de trompete. Larry Flick, da Billboard, escreveu que os vocais de Watkins e Thomas estavam "bem entrelaçados" e "cheios de trechos roucos" e deram um contraste positivo ao trompete e às guitarras funk.

## Recepção

### Crítica profissional
Se você quer um ensaio pessoal sobre o motivo de as mulheres traírem, apenas ouça 'Creep'. É o single que provavelmente permaneceu mais relevante ao longo dos anos, e é também uma revelação integral do processo mental de uma mulher traidora.

—Clover Hope, da revista Vibe
Stephen Thomas Erlewine, do portal Allmusic, o crítico musical Robert Christgau e um editor da revista Time selecionaram "Creep" como um dos destaques de CrazySexyCool. Benjamin Chesna e Edwin Ortiz, da Complex, avaliaram que a canção fez com que a fidelidade parecesse "empoderadora" e elogiaram a produção "leve e sedosa" de Austin, concluindo com a seguinte declaração: "[Watkins] lhe forçou a ficar com outra mulher, agora você tem que manter na discrição". Em análise da coletânea 20, Sal Cinquemani, da Slant Magazine, observou que "Creep" e "Ain't 2 Proud 2 Beg" apresentaram as TLC "orgulhosamente mudando os modos aceitáveis de comportamento e consentimento sexual feminino em suas mentes". Compartilhando o mesmo pensamento, Robbie Daw, do Idolator, atribuiu o "poder permanente" da música ao fato de ser uma faixa "provocativa" que desafiou a expor os aspectos de tabu e discretos de uma relação. Avaliando o filme biográfico CrazySexyCool: The TLC Story, Clover Hope, da Vibe, escreveu que a faixa era "perfeitamente sensual e sem remorosos" na época de seu lançamento. Charles Aaron, da revista Spin, considerou que a canção representou um ápice artístico e comercial para Austin, e analisou:
| “ | Uma jovem mulher estava andando no Brooklyn outro dia quando um homem a abordou e a questionou zombada e ironicamente: 'Desculpe, você sabe onde eu posso encontrar uma vagina por aqui?' Ela o observou, revirou os olhos e continuou andando, mas ele insistiu: 'Bem, você sabe?' Finalmente, ela virou e respondeu ironicamente, 'Sim, na casa da sua mãe'. Isso é o TLC, seja [Lopes] rimando seus raps ousados ou seja [Thomas] arrasando nessa música de traição infecciosa, composta e tão suavemente produzida. | ” |

Para a Pitchfork, Jess Harvell considerou as letras "inconscientes" mas elogiou a produção de Austin, comentando que o groove da faixa era "tão sedutor que você quase não percebe o que está cantando". Bernadette McNulty, do The Telegraph, escreveu que "o groove nessa canção é tão profundo que pode lhe dar vertigem". Compartilhando a mesma opinião, Michael A. Gonzales, da Ebony, disse que as faixas "posicionou o cientista sonoro mais próximo aos sonhos [de Austin] de fazer faixas tão sedutoras e atraentes como as que seu herói Prince criou para Vanity 6 e Apollonia 6". O crítico musical Smokey Fontaine a elegeu o melhor trabalho de Austin, escrevendo no livro What's Your Hi-Fi Q?: From Prince to Puff Daddy, 30 Years of Black Music Trivia: "Aqui, as harmonias funcionaram, a linha do baixo estava forte o suficiente para competir num mundo hip hop e, por um momento, o R&B não precisou de um rapper convidado".

### Reconhecimento
"Creep" constou na oitava posição da edição de 1995 da lista anual Pazz & Jop, elaborada pelo jornal The Village Voice e que compila as faixas mais bem avaliadas pelos críticos; "Waterfalls" apareceu no oitavo posto da mesma coletânea. Sem enumeração, o The Boston Phoenix colocou-a dentre as melhores músicas da década de 1990. Tanto a revista Complex quanto o periódico britânico The Guardian consideraram esta a segunda melhor canção R&B deste período, assim como a Spin, numa coletânea posicionando vinte trabalhos de diversos gêneros. A Pitchfork posicionou-a no número 114 das 200 melhores canções do mesmo período, enquanto o crítico Smokey Fontaine, em seu livro What's Your Hi-Fi Q?: From Prince to Puff Daddy, 30 Years of Black Music Trivia (2002), a colocou na oitava posição. O portal Idolator avaliou "Creep" como o segundo melhor single pop de 1994 e a Billboard a posicionou na segunda colocação entre as cem melhores músicas de grupos femininos.
Além de presenças em listas, "Creep" rendeu prêmios ao grupo. Em 1995, foi indicada em três categorias no primeiro Soul Train Lady of Soul Awards: Best R&B/Soul Single by a Group, Band or Duo, R&B/Soul Song of the Year e R&B/Soul Music Video of the Year, obtendo o primeiro troféu. No mesmo ano, "Creep" venceu o prêmio de Top R&B Song nos Billboard Music Awards, sendo indicada também em Top Hot 100 Song. No ano seguinte, durante a 38.ª edição dos Grammy Awards, a obra foi indicada em Best R&B Song — em reconhecimento à composição de Austin — e Best R&B Performance by a Duo or Group with Vocals, vencendo a última categoria e rendendo o primeiro prêmio do grupo na cerimônia. A EMI, companhia de edição da canção, veio a receber o troféu de Publisher of the Year nos ASCAP Pop Music Awards também em 1996.

## Vídeo musical

### Desenvolvimento

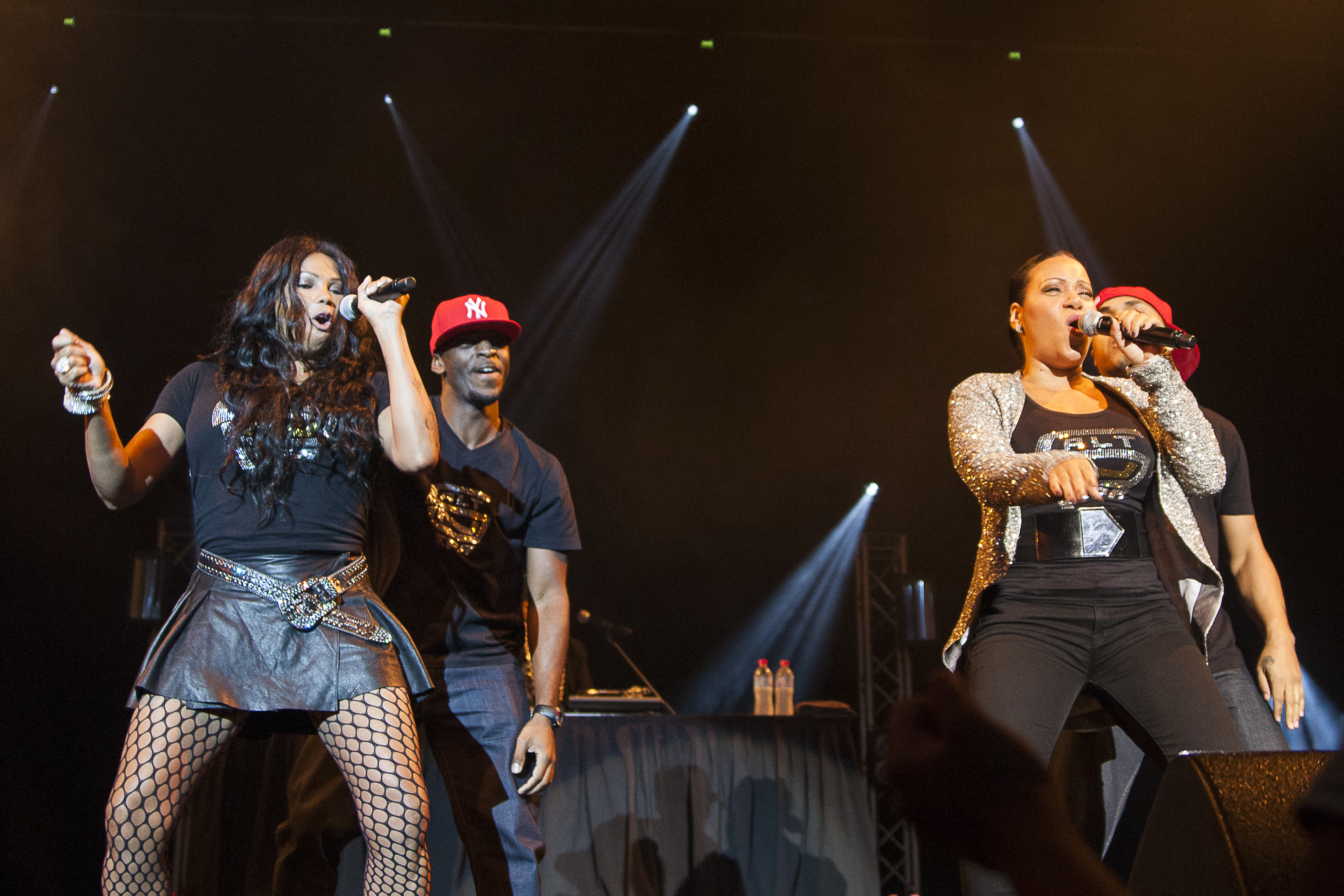
Além de gravações falhas, as TLC escolheram trabalhar com Matthew Rolston para o vídeo de "Creep" após assistirem a um vídeo do grupo Salt-N-Pepa (imagem) dirigido por ele, apreciando seu modo de filmar e edição.

Em junho de 1994, as TLC filmaram o primeiro vídeo de "Creep" em Atlanta, mas ficaram insatisfeitas com o resultado. No mês seguinte, elas foram para Los Angeles e gravaram um segundo vídeo com Lionel C. Martin, com quem haviam trabalhado em seus projetos anteriores, uma versão que, conforme expressado por Thomas, "não mostrava que nós havíamos evoluído". Assim, Reid e o trio decidiram descartar ambas as produções por considerarem que não apresentavam o crescimento delas como mulheres e conterem problemas de iluminação, imagem e edição — além do fato de o primeiro vídeo não possuir filmagem o suficiente para coincidir com a música completa.
O principal objetivo das TLC com o vídeo era mostrar um lado novo e mais maduro do grupo visualmente; durante a estadia em Los Angeles discutindo sobre o projeto, assistiram a um vídeo do Salt-N-Pepa, dirigido por Matthew Rolston e que acabou por inspirar a concepção do vídeo de "Creep". Thomas disse: "Nós estávamos assistindo o vídeo e dissemos, 'Quem dirigiu esse vídeo tem que dirigir o de 'Creep''. Nós amamos a maneira que ele foi filmado". Diversas vezes, ela referiu-se a este vídeo como sendo o de "Whatta Man", contudo durante entrevista à MTV em 1995, a rede citou "None of Your Business", também dirigido por Rolston e com maiores semelhanças ao vídeo final de "Creep". Lopes também lembrou do momento: "Nós estávamos muito insistentes em refazer o vídeo de 'Creep' porque estávamos voltando [ao cenário musical]. E ficamos tipo, 'Olha esse vídeo do Salt-N-Pepa. Cara, nós não vamos impressionar ninguém lançando esses vídeos. [Esse] é incrível, [o nosso] é fraco, temos que refazer". A gestão do grupo sugeriu que elas voltassem à sala de edição para selecionar tomadas melhores e reeditar o vídeo, mas o grupo recusou argumentando que não tinha tomadas melhores. Em seguida, as TLC contataram Rolston e marcaram o início das filmagens para agosto de 1995 em Los Angeles.

### Filmagens e produção

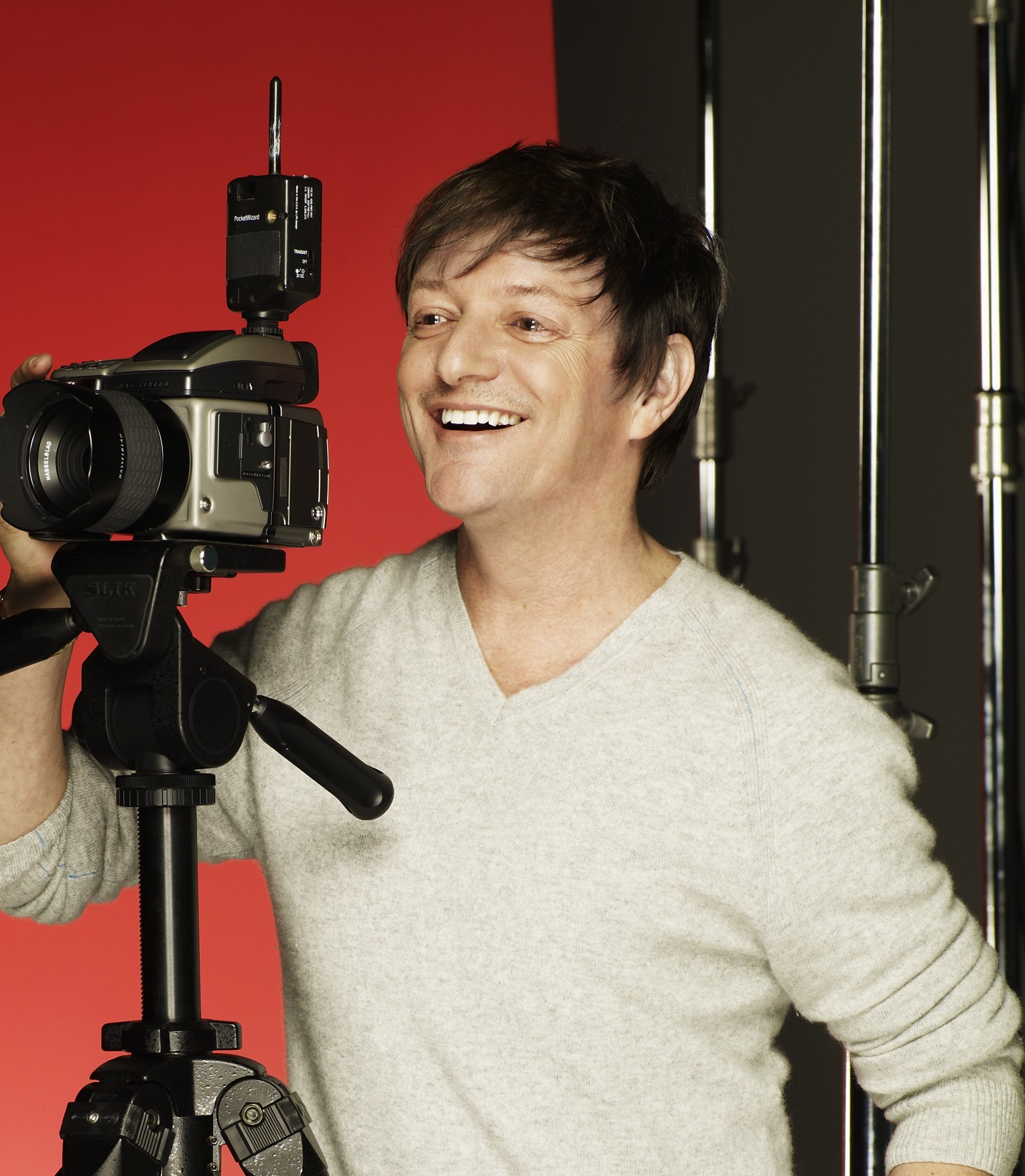
Durante as filmagens, ocorreram divergências entre o grupo e a equipe de Rolston (imagem), como em relação à coreografia e a figurinos.

Semelhante a outros artistas com os quais havia trabalhado anteriormente, Rolston levou sua equipe de profissionais para as filmagens de "Creep", incluindo o pessoal de maquiagem, figurino e cabelo, dançarinos e coreógrafos. Entretanto, isso acabou causando algumas desavenças criativas com o grupo durante a produção do vídeo. Uma delas surgiu com a rotina de dança, originalmente planejada por Watkins, que era a coreógrafa da maioria dos vídeos anteriores das TLC. Ela lembrou que Frank Gatson Jr., coreógrafo da equipe de Rolston, as impediu de dar ideias enquanto estavam praticando os novos passos de dança, comentando: "Para mim, eu nem pensava 'Bom, eu posso coreografar?' Eu só ficava tipo, 'Deixe eu fazer do meu jeito'. Eu gosto de dançar e eu sei quando gosto do que vejo. Eu gosto de coisas diferentes'". Eventualmente, a coreografia de Gatson Jr. foi descartada por não satisfazer o estilo de dança do grupo, embora alguns de seus passos tenham sido utilizados no produto final. A coreografia final foi criada por Watkins ao som de "Foe Life", do rapper Mack 10, que viria a ser seu marido entre 2000 e 2004.
Outra disputa ocorreu entre o grupo e o diretor, desta vez em relação à escolha das roupas. Rolston interessou-se em lingeries "justas e sensuais" para elas, enquanto elas gostavam de roupas mais largas e masculinas. Combinando as duas, ele finalmente sugeriu que as TLC usassem longos e largos pijamas de seda, cada um dos quais custaram mais de mil dólares. Thomas também comentou sobre a exaustão no cenário: "As pessoas não sabem que para filmagens de vídeos você tem que acordar tipo às 5h da manhã. Então, quando fizemos essa parte no final do vídeo quando estamos falando com a câmera e parecendo bobas, estávamos muito cansadas. Mas às vezes isso acaba sendo suas melhores tomadas". Eventualmente, ela elogiou o trabalho final de Rolston como "excelente" enquanto Lopes declarou que após as duas primeiras tentativas falhas, o diretor finalmente deu a elas um "vídeo de verdade".

### Lançamento e sinopse

Capturas do vídeo, apresentando as jovens usando pijamas de seda e executando a coreografia — elementos considerados responsáveis pela popularidade do trabalho e uns dos mais icônicos do grupo.

O vídeo musical de "Creep" estreou na MTV em outubro de 1994, constando nos álbuns de vídeo do grupo CrazyVideoCool (1995) — incluindo trechos das edições descartadas e comentários adicionais das TLC —, Now & Forever: The Video Hits (2003) e Artist Collection (2004).
A versão lançada oficialmente se inicia com cada integrante sendo vista cantando e dançando na frente de um fundo com cores vivas, usando longos pijamas de seda pouco abotoados — especificamente Watkins usando um azul com o fundo rosa, Lopes de vermelho com o fundo azul, e Thomas de rosa com um fundo vermelho. As cenas da última sofreram correção de cor para o preto por razões artísticas. Uma sequência expondo a parte esquerda superior do seios de Watkins recebeu atenção pública e também reconhecimento do grupo. Em meio a estas tomadas estão cenas de um trompete em tons azuis. O trio e suas dançarinas são posteriormente vistas em cenas preto-e-branco, praticando uma coreografia enquanto se divertem com Lopes tentando dançar enquanto caminha com as mãos. Thomas disse que esta foi a parte mais divertida do vídeo, chamando-a de um "momento clássico das TLC".
A dança principal de "Creep" praticada pelo trio foi considerada por Seher Sikandar, do VH1, como a "borboleta modificada com o braço estendido", enquanto Bernadette McNulty, do The Telegraph, instruiu: "[Com os] pés separados, posicione os joelhos o mais baixo que puder enquanto balança os quadris". Em outras cenas do vídeo, Watkins é vista num bar fechado cantando seus trechos acompanhada por um trompetista, que é também seu interesse amoroso, interpretado por Omar Lopez. Entretanto, ao longo destas tomadas ela lhe olha de forma desconfiada, sugerindo que ele está a traindo. Terminando o vídeo, é apresenta uma curta cena onde o trio dança com as mãos e outra onde brincam com a câmera, tida por Thomas como a sua favorita.
A versão alternativa, dirigida por Lionel C. Martin, foi divulgada na Internet em 2013 e retrata as jovens traindo seus namorados com outros rapazes, além de cenas delas se apresentando na frente de caminhões e carros. A revista Fact opinou que o tema de infidelidade da música foi fielmente seguido na narrativa, enquanto Priya Elan, da NME, explicou que além de o vídeo ter possivelmente sido "muito urbano" para a MTV, "não é apenas mais genericamente específico como também parece ser mais datado".

### Recepção e impacto
Eu amadureci [no] meu trabalho em meados dos anos 1980, o período de junção de gêneros, o começo do fim dos tradicionais papeis de gêneros nos quais vivemos agora, um período que é muito importante hoje em dia (...) Eu sempre me senti atraído por uma figura feminina poderosa, tenho certeza que há uma parte de mim nisso. Todos os papéis, na minha opinião, são principalmente um retrato da pessoa que fez a imagem, como a pessoa que está sendo retratada na imagem. Eu me relaciono com o meu lado feminino [nestes projetos].

—O diretor Matthew Rolston relacionado a imagem feminina retratada no vídeo de "Creep" a seus outros trabalhos.
O vídeo de "Creep" foi considerado por diversas publicações como "icônico", "clássico" e "onipresente", com David Asante, do portal do MOBO Awards, adjetivando-o de "um dos vídeos pop mais celebrados de todos os tempos". Daniel Ralston, apresentador do podcast Videohead, da MTV, comentou que Rolston mudou o "paradigma" em "Creep", "Whatta Man" e muitos outros de outros trabalhos, nos quais desta vez as mulheres estavam no controle e mostravam os homens de uma maneira que as mulheres eram retratadas nos vídeos de artistas masculinos. Enquanto Robbie Daw, do Idolator, considerou as jovens confortáveis com suas próprias sexualidades no vídeo e questionou "Que menina no meio dos anos 1990 não queria imitar isso?", Anthony DeCurtis, da Vibe, constatou que as gravações audiovisuais de "Creep" e "Red Light Special" definiram o padrão do eroticismo nos vídeos da época.
Lindsay Zoladz, da Pitchfork, observou que quando a maioria das pessoas pensam nas TLC, elas imediatamente relacionam os sons e imagens de CrazySexyCool: "Waterfalls", "Red Light Special" e os pijamas de seda em "Creep". Michael A. Gonzales, da Ebony, lembrou da época da estreia do vídeo na MTV, em que o trio voltou como "liberadoras de batom", causando surpresa a um público acostumado com o estilo tomboy do primeiro álbum. O jornalista também comparou o vídeo às suas versões anteriores como "menos urbana" e mais parecido a um "comercial da Madison Avenue". Compartilhando a visão de Gonzales, Quentin B. Huff, da PopMatters, também apontou a diferença "gritante" entre as camisas e as calças jeans do vídeo de "What About Your Friends" e novo estilo com camisolas de seda em "Creep" e "Red Light Special".
No livro Experiencing Music Video: Aesthetics and Cultural Context, a autora Carol Vernallis analisou que os trajes das integrantes em "Creep" ajudaram a sugerir suas "disponibilidades sexuais", mas a posição em ângulo baixo da câmera, a textura e o movimento dos pijamas de seda sugeriram uma "sexualidade fálica". Após o lançamento do vídeo, os três pijamas ajudaram a criar um novo conceito de moda. Com a popularidade, o grupo pensou em criar uma linha de moda chamada "Creepwear", mas a ideia acabou por ser descartada. Tempe Nakiska, editor da revista Dazed, mencionou a roupa do trio como "um dos maiores coordenadores de grupo da história", enquanto a revista canadense Fashion selecionou o vídeo como um dos mais estilosos. Além do estilo, a coreografia do vídeo foi listada pelo VH1 como uma das vinte melhores rotinas de dança do R&B dos anos 1990. O vídeo apareceu na sexta posição dos 50 melhores de 1994 feita pela Consequence of Sound, enquanto a Complex o destacou na 30.ª posição dentre os 50 melhores de R&B da década de 1990. O vídeo também mostrou-se ser um sucesso televisivo, chegando a ser o segundo mais reproduzido tanto na MTV quanto no Black Entertainment Television (BET), entrando em alta rotação nos canais The Box e California Music Channel (CMC), no programa Video Music Box, da nova-iorquina WPXN-TV, e na rede canadense MuchMusic.
Este vídeo, junto com vários outros famosos vídeos pop, foi parodiado no de "All the Small Things", da banda Blink-182. Também inspirada por "Creep", Keri Hilson, em seu vídeo de 2010 "Pretty Girl Rock", usando pijamas de seda acompanhada por duas dançarinas de apoio, imitou os movimentos de Watkins e do grupo do vídeo original. Em 2014, re-produções das gravações audiovisuais de "Creep", "Waterfalls" e "No Scrubs" foram feitas para a biografia do trio CrazySexyCool: The TLC Story, com Keke Palmer vivendo Thomas, Drew Sidora interpretando Watkins e a rapper Lil Mama com o papel de Lopes, todas usando as roupas das TLC de cada vídeo. Em 2016, os pijamas de seda também teriam ajudado a inspirar os figurinos de "If I Was Your Man", do rapper Nick Cannon, no qual Thomas participou como interesse amoroso de Cannon. Numa cena deletada do episódio "North of the Border", da segunda temporada da série televisiva Atlanta, os atores Lakeith Stanfield (Darius), Donald Glover (Earnest Marks) e Brian Tyree Henry (Alfred Milesin) recriaram trechos do vídeo de "Creep", caracterizados com pijamas de seda como no original e realizando também parte da coreografia.

## Apresentações ao vivo
As TLC apresentaram "Creep" pela primeira vez na televisão no episódio de 5 de janeiro de 1995 da série da Nickelodeon All That, cantando-a novamente em 6 de maio seguinte no programa humorístico Saturday Night Live, junto com "Red Light Special". A Complex selecionou a performance da primeira atração como uma das melhores da série. Em julho, o trio participou da 16.ª edição do festival Budweiser Superfest Tour, incluindo a canção no repertório; elas se apresentaram para um público estimado entre 3 mil e 6 mil pessoas e com um cenário caracterizado com a frase "CrazySexyCool". Rohan B. Preston, do Chicago Tribune, escreveu que as interpretações de "Creep" e "Red Light Special" "acenderam tochas para o desejo feminino". O grupo participou dos MTV Video Music Awards de 1995, ocorridos em 4 de setembro daquele ano no Radio City Music Hall em Nova Iorque, apresentando-se com o "CrazySexyMedley" — um medley composto por "Ain't 2 Proud 2 Beg", "Kick Your Game", "Creep" e "Waterfalls". A Complex selecionou-a como uma das vinte melhores da história da premiação, com o escritor Edwin Ortiz comentando que "nos anos 90, nenhum ato feminino de R&B conseguia se igualar às TLC". Um medley "Hitmix" foi realizado para a aparição de 28 do mesmo mês no britânico Top of the Pops, composto por este e outros dois singles de CrazySexyCool, "Waterfalls" e "Diggin' On You".
"Creep" constou no repertório da FanMail Tour, primeira turnê das TLC, sendo incluída no terceiro bloco, representativo das canções de CrazySexyCool. A performance contou com os famosos pijamas de seda do vídeo musical, além do rap de Lopes incluído nos remixes. O último concerto da turnê, de 29 de janeiro de 2000 na Philips Arena em Atlanta, foi gravado para o especial em pay-per-view TLC: Sold Out, enquanto trechos do show de 23 de janeiro no MCI Center em Washington, D.C., foram incluídos na coletânea japonesa TLC 20: 20th Anniversary Hits. Após a morte de Lopes em maio de 2002, Watkins e Thomas apresentaram-se pela primeira vez como uma dupla em 1º de junho de 2003 no festival anual da Z100 Zootopia, realizado naquele ano no Giants Stadium em East Rutherford, Nova Jersey. Para o que foi considerada pela mídia como a última performance do grupo, elas usaram pijamas brancos e cantaram "Creep" como quatro dançarinas de apoio. A dupla adicionou a canção em sua performance de maiores sucessos na final de seu reality show R U the Girl, exibida em 21 de setembro de 2005 na UPN.
Anos depois, Watkins e Thomas cantaram "Creep' no festival japonês Springroove Music Festival, em 4 de abril de 2009, e no concerto beneficente de Justin Timberlake, Justin Timberlake and Friends, realizado em 17 de outubro seguinte no Mandalay Bay Events Center em Las Vegas. Esta última marcou a primeira apresentação do grupo nos Estados Unidos em seis anos, porém o Las Vegas Review-Journal divulgou que a dupla estava dublando durante o show. Em 16 de outubro de 2013, as TLC cantaram "Creep' no programa de entrevistas The View, com uma interpretação ocorrendo no concerto Super Bowl Blitz, do canal VH1, realizado no Beacon Theater em Nova Iorque, onde usaram figurinos pretos reveladores. A faixa foi também acrescentada a várias das turnês da dupla, como a turnê de 2015 The Main Event Tour, realizada em conjunto com Nelly e New Kids on the Block, e outros concertos realizados na América do Norte, Ásia e Oceania.

## Impacto cultural
Em termos de sujeito, estética e abordagem de performance, as TLC são um dos grupos mais inovadores da história (...) 'Creep' (...) ofereceu um som mais obscuro, meloso e jazz do que qualquer faixa anterior (...) E embora tenha sido revelado anos depois que Left Eye opôs ao lançamento da música (...) foi refrescante ver mulheres fazendo coisas certas e erradas numa relação.

—Michael Arceneaux, da Complex
Em retrospecto, "Creep" é considerada por diversas publicações como uma "obra prima" e um "clássico", sendo reconhecida como uma das canções assinatura do grupo e também uma de suas mais bem sucedidas. Assim como muitas das músicas das TLC, "Creep" posicionou as mulheres como as donas da relação e os homens como seus objetos, contribuindo para o levantamento de discussões relacionadas ao feminismo, ao poder da mulher e às relações comandadas por ela, enquanto seu tema de empoderamento feminino foi notado por influenciar trabalhos de outros artistas.
Em 2003, Mimi Valdés, da revista Vibe, comentou que a faixa ascendeu o "movimento de 'poder feminino'" do grupo a outros patamares, notando também que o seu tema de empoderamento feminino inspirou trabalhos de artistas contemporâneos como Aaliyah, Missy Elliott e Destiny's Child, e que o termo "creep" ainda circulava no cenário da música rap. LaToya Peterson, da revista Spin, observou que o feminismo era algo bastante criticado e visto negativamente na época do lançamento da canção e, como resultado, mais artistas femininas como as TLC, Salt-N-Pepa e Tori Amos começaram a "se defender por conta própria". Da mesma forma, Jon Pareles, do The New York Times, avaliou que "as mulheres cantam sobre infidelidade, vingança, status e poder, não como vítimas, mas como concorrentes; quando elas são traídas, elas também traem". Em matéria para o The A.V. Club, David Anthony observou que o grupo usou a infidelidade como um mecanismo de reinvenção em sua carreira e que a música "marcaria o início da ascensão das TLC em se tornarem o grupo feminino com maiores vendas nos Estados Unidos". Carol Cooper, do The Guardian, escreveu que a faixa mostra o lado mais obscuro do hedonismo do grupo.
Steven J. Horowitz, da Billboard, escolheu "Creep" como o principal exemplo do movimento feminista na música intensificado a partir da década de 1990, "em que as mulheres cantavam não somente sobre trair seus homens, mas sobre cometer tal ato como vingança". Em seu livro Icons of Hip Hop: An Encyclopedia of the Movement, Music and Culture, Volume 2, Mickey Hess escreveu que, na faixa, as "TLC celebram as mulheres e as incentivam a amar os homens e pedir por respeito deles e de si mesmas". Bruce Pollock listou "Creep" em seu livro Rock Song Index: The 7500 Most Important Songs for the Rock and Roll Era (2005), por "estabilizar o som do hip hop feminino". Comentando sobre a canção retrospectivamente para Bianca Gracie, do portal Idolator, a integrante Rozonda "Chilli" Thomas falou sobre a resistência da faixa ao tempo e o seu uso em trabalhos lançados 20 anos depois: "Isso diz muito sobre nós (...) Não era só sobre uma batida e é isso. Foi todo um movimento com o nosso grupo e como isso resultou em tudo — desde o jeito que nós nos vestíamos até as coisas que falávamos e apoiávamos". Gracie escreveu que o número ajudou a transmitir para o público geral a mensagem de que as mulheres não precisam aceitar problemas no relacionamento — e esse assunto, embora controverso, deu "a impressão às ouvintes femininas de que, se o homem delas trai, elas também podem".

### Regravações
Em 1996, a banda de rock estadunidense The Afghan Whigs regravou "Creep" e a incluiu em dois EPs, Hony's Ladder e Bonnie & Clyde EP. Avaliando o primeiro trabalho, Jason Ankey, do portal Allmusic, escreveu que a regravação provou que "mesmo se [o integrante Greg Dulli] não tiver coração, pelo menos ele tem um cérebro — embora [esteja] em suas calças". De acordo com a revista Spin, o famoso cantor de Las Vegas Wayne Newton realizou uma versão de "Creep". Em 2014, os cantores Nick Carter e Jordan Knight cantaram a faixa ao vivo como parte de sua turnê norte-americana. Na temporada de 2015 do Idols South Africa, as integrantes Mmatema Moremi, Busisiwe Mthembu e Nonhle Mhlongo cantaram a obra durante a "Hell Week" da competição. A rapper britânica Honey G cantou "Creep" durante um episódio do The X Factor britânico exibido em 2016.
Duas regravações de "Creep" foram postadas no SoundCloud em 2013: uma delas em janeiro pelo DJ e produtor Kaytranada, intitulada "Creep (Kaytranada's Creepier Edition)", e uma apresentando rimas do rapper GoldLink em dezembro. Em julho de 2015, o cantor e compositor estadunidense Eric Bellinger escreveu e gravou uma nova versão da faixa para seu álbum Cuffing Season. Ele convidou Watkins para contribuir com vocais em novos versos, comentando para a MTV: "Quando eu ouvi [a versão original] eu sabia imediatamente que deveria tentar ter, pelo menos, a T-Boz nela, já que era a música solo dela [com as TLC]! Felizmente, quando ouviu, ela adorou!". O novo conteúdo da canção apresenta Bellinger prometendo nunca trair sua amante. Trechos da canção constaram na faixa "Sex Skit", do álbum The Documentary 2.5 (2015), do rapper The Game. Interpolações de "Creep" foram incluídas no single "Something New", parceria entre Zendaya e Chris Brown. Em entrevista com a iHeartRadio, Zendaya explicou: "Quando eu a ouvi pela primeira vez, [a canção] já tinha a demonstração das TLC. E isso foi meio o que me fez querer gravá-la".

### Uso na mídia
"Creep" foi incluída no episódio "CAT", da primeira temporada da série televisiva New York Undercover, transmitido em 23 de fevereiro de 1995. Em dezembro do mesmo ano, constou no filme Waiting to Exhale; o grupo gravou também uma nova música, "This Is How It Works", para a trilha sonora do longa, constituída exclusivamente de cantoras negras. Em 2010, esta e "Waterfalls" foram incluídas no filme de comédia The Other Guys, em sequências nas quais o personagem de Michael Keaton (Gene Mauch) referenciava subconscientemente letras das TLC sem ter ideia de quem era o grupo. A obra foi usada como pano de fundo de uma cena dramática do filme biográfico CrazySexyCool: The TLC Story, na qual Lopes (Lil Mama) incendeia a banheira de seu então namorado Rison com um par de tênis em chamas e, consequentemente, destrói sua mansão, por causa da infidelidade do rapaz. Na literatura, o poeta e escritor sul-africano Mandla Langa mencionou o vídeo musical de "Creep" em seu livro The Memory of Stones (2000), referindo-se ao trio como "lendas". A música foi incluída nos jogos de videogame The Hip Hop Dance Experience (Xbox 360 quanto Nintendo Wii), Everybody Dance (PlayStation 3) e Dance Central Spotlight (Xbox One), fazendo parte do conteúdo para download dos dois últimos jogos. A rapper Cardi B referenciou "Creep" e o grupo numa das linhas do single "Be Careful", presente em seu álbum de estreia Invasion of Privacy, que trata da relação com um parceiro infiel: "Eu te dei carinho e atenção, você só quer trair? / Dei todo o meu coração para um idiota". A referência foi elogiada por Watkins em entrevista para a Ebony, que descreveu-a como "incrível".

## Faixas e formatos
A distribuição de "Creep" contou com um lançamento e um relançamento, apresentando diferentes formatos e conteúdos. O lançamento original, de 1994, incluiu um CD single europeu, um mini CD japonês e uma fita cassete estadunidense contendo a versão do álbum e o instrumental, enquanto todas as outras foram compostas pela edição original da faixa e diversas produções aprimoradas, com exceção do CD single britânico (acrescido de um remix de "Ain't 2 Proud 2 Beg") e de um dos vinis estadunidenses (constituído somente de novas vertentes).
| - CD single europeu / fita cassete estadunidense / mini CD japonês 1. "Creep" — 4:29 2. "Creep" (instrumental) — 4:47 - Vinil britânico 1. "Creep" — 4:29 2. "Creep" (Untouchables Mix) — 5:26 3. "Creep" (Untouchables Mix) (instrumental) — 5:18 4. "Creep" (Jermaine's Jeep Mix) — 5:11 5. "Creep" (Super Smooth Mix) — 4:44 6. "Creep" (Jermaine's Acappella Mix) — 5:09 - CD single britânico 1. "Creep" — 4:29 2. "Ain't 2 Proud 2 Beg" (Smoothed Down Extended Remix) — 5:53 3. "Creep" (Untouchables Mix) — 5:22 4. "Creep" (Jermaine's Acappella Mix) — 5:09 - Maxi single britânico e alemão 1. "Creep" — 4:29 2. "Creep" (Super Smooth Mix) — 4:42 3. "Creep" (Jermaine's Jeep Mix) — 5:09 4. "Creep" (Jermaine's Acappella Mix) — 5:09 5. "Creep" (Untouchables Mix) (instrumental) — 5:18 6. "Creep" (DARP Mix) — 4:50 | - Vinil estadunidense (primeira edição) 1. "Creep" — 4:29 2. "Creep" (Jermaine's Jeep Mix) — 5:09 3. "Creep" (instrumental) — 4:47 4. "Creep" (Jermaine's Acappella Mix) — 5:09 - Vinil estadunidense (segunda edição) 1. "Creep" (Untouchables Mix) — 5:22 2. "Creep" (DARP Mix) — 4:50 3. "Creep" (Untouchables TV Mix) — v5:23 4. "Creep" (Smooth Mix) — 5:23 5. "Creep" (Untouchables Mix) (instrumental) — 5:18 - Maxi single estadunidense 1. "Creep" — 4:29 2. "Creep" (Jermaine's Jeep Mix) — 5:11 3. "Creep" (Untouchables Mix) — 5:26 4. "Creep" (Super Smooth Mix) — 4:44 5. "Creep" (DARP Mix) — 4:51 6. "Creep" (Untouchables Mix) (instrumental) — 5:18 |

### "Creep '96"
A reedição, de 1996, recebeu o título de "Creep '96" e ocorreu restritamente no Reino Unido e na Europa, sendo composta de remixes da original e a versão do single de "Waterfalls"; o relançamento em vinil no primeiro território apresentou o DARP Mix desta última, ao invés da versão do single como nos outros.
| - Fita cassete britânica 1. "Creep" — 4:28 2. "Waterfalls" (versão do single) — 4:21 - Vinil britânico 1. "Creep" (Maxx Remix) — 5:12 2. "Creep" (Jermaine's Jeep Mix) — 5:13 3. "Creep" (Tin Tin Out Remix) — 8:35 4. "Waterfalls" (DARP Remix) — 4:32 | - CD single europeu 1. "Creep" — 4:29 2. "Waterfalls" (versão do single) — 4:21 3. "Creep" (Maxx Remix) — 5:11 4. "Creep" (Tin Tin Out Remix) — 8:35 |

## Créditos
Todo o processo de elaboração de "Creep" atribui os seguintes créditos:
Gravação e publicação
- Gravada e mixada nos DARP Studios (Atlanta, Geórgia)
- Masterizada no The Hit Factory (Nova Iorque)
- Publicada pela EMI Aprl Music Inc./DARP Music (ASCAP)

Créditos de demonstração
- Contém demonstrações de "Hey Young World", escrita por Ricky Walters e interpretada por Slick Rick; publicada pela Def American Songs, Inc., cortesia da Def Jam Recordings
- Contém demonstrações de "Who the Cap Fits", escrita por Edmund Carl Aiken Jr. e interpretada por Shinehead; publicada pela African Love Music/Def American Songs, Inc., sob licença da African Love Music

Produção
| - Tionne "T-Boz" Watkins: vocalista principal, vocalista de apoio - Rozonda "Chilli" Thomas: vocalista de apoio - Lisa "Left Eye" Lopes: composição, vocalista principal, rap (remix) - Dallas Austin: composição, produção, instrumentação, produção executiva - Debra Killings: vocalista de apoio - Atvi Speights: engenharia de gravação, mixagem - Leslie Brathwaite: engenharia de gravação - Carl Glover: assistência de engenharia de gravação - Brian Smith: assistência de engenharia de gravação | - Sol Messiah: scratching - Rick Sheppard: MIDI, sonoplastia - Chris Gehringer: masterização - Antonio "L.A." Reid: produção executiva - Kenneth "Babyface" Edmonds: produção executiva - Perri "Pebbles" Reid: produção executiva - Dah Len: fotografia - Davett Singletary: direção criativa - Christopher Stern: direção artística |

## Desempenho nas tabelas musicais
Nos Estados Unidos, "Creep" estreou na 71.ª posição da Billboard Hot 100, na semana de 12 de novembro de 1994, registrando o maior debute daquela edição. De acordo com Dave Elliott, da Billboard, a estreia foi impulsionada principalmente pela rápida aceitação radiofônica, já entrando entre as dez mais tocadas nas cidades de Houston, Boston, Nova Iorque e Las Vegas. Saltou para o número 25 na atualização seguinte e, em 3 de dezembro, com o lançamento de CrazySexyCool, atingiu as dez primeiras posições, constando no oitavo posto. Em um mês, foi certificado ouro pela Recording Industry Association of America (RIAA), em reconhecimento às 500 mil cópias vendidas; somadas às 100 mil cópias vendidas em dezembro, totalizando 600 mil em 1994, foi reconhecido pela Billboard como o 23.º single mais vendido daquele ano. Ainda em dezembro, liderou a Hot R&B/Hip-Hop Songs, onde foi a segunda canção do grupo a atingir o topo da parada — mantendo a liderança por nove edições — e permaneceu por 30 semanas. Em 6 de janeiro de 1995, a certificação foi atualizada para platina, denotando vendas de um milhão de exemplares em território estadunidense, tornando-se a terceira música das TLC a atingir o feito.
Após semanas nas dez primeiras colocações da Billboard Hot 100, "Creep" alcançou o topo da tabela na semana de 28 de janeiro de 1995, substituindo "On Bended Knee" do grupo Boyz II Men, marcando a primeira liderança das TLC no gráfico. A ascensão fez também de "Creep" o primeiro número um de 1995, uma vez que a canção dos Boyz II Men iniciou sua estadia em 1995. Na mesma semana, liderou a genérica Rhythmic Songs, mantendo-se no topo por seis edições, e na parada por um total de 32 semanas. A canção permaneceu no cume da Billboard Hot 100 durante quatro semanas consecutivas, sendo substituída por "Take a Bow", de Madonna. Constou nos dez primeiros postos até 15 de abril de 1995, atingindo nesse período a nona colocação da Pop Songs — onde ficou por 26 semanas — e a terceira da Radio Songs — aparecendo por 33 atualizações. Registrando 32 semanas na Billboard Hot 100, ao final do ano "Creep" foi classificada como a música de maior sucesso na Hot R&B/Hip-Hop Songs, e como a terceira mais bem sucedida da principal parada estadunidense em 1995 — com o grupo tendo ainda "Waterfalls" na segunda posição; vendeu 800 mil cópias em 1995 nos Estados Unidos, sendo o 18.º single mais vendido naquele ano, e totalizando 1,4 milhões de unidades comercializadas no território. Em retrospecto, constou como a 21.ª de maior sucesso da década de 1990 e na posição de número 172 de toda a história da Billboard Hot 100, sendo a quarta mais bem sucedida por um grupo feminino.
No Canadá, "Creep" alcançou a 41.ª posição da tabela de singles publicada pela RPM e a terceira na parada de músicas dance/urbanas, onde foi a 35.ª de maior sucesso em 1995. Na Nova Zelândia, debutou no número 42 em 18 de dezembro de 1994, alcançando a oitava colocação em 29 de janeiro de 1995 e tendo o pico no quarto posto em 12 do mês seguinte — rendendo às TLC seu single mais bem posicionado no país, até então. Permanecendo vinte semanas na parada neozelandesa, foi certificada como ouro pela Recording Industry Association of New Zealand (RIANZ) devido às 7 mil e 500 unidades comercializadas, terminando 1995 como a 35.ª mais bem sucedida no território. Na Austrália, permaneceu por 14 edições no gráfico de singles dos ARIA Charts, debutando na 40.ª colocação em 5 de março de 1995 e alcançando como melhor o 20.º posto em 16 de abril.
No Reino Unido, "Creep" originalmente atingiu a 22.ª colocação na UK Singles Chart e a quarta do UK R&B Singles Chart, em 15 de janeiro de 1995. Seu relançamento de 1996 impulsionou um novo pico nas duas paradas: na principal, obteve a sexta colocação, permanecendo nela por seis edições, enquanto na de R&B atingiu a terceira. A British Phonographic Industry certificou-a como prata, reconhecendo 200 mil cópias vendidas em território britânico e, segundo a The Official Charts Company (OCC), a faixa é a quarta mais vendida do grupo na nação, com 183 mil unidades adquiridas, e também a quarta com mais streams no Reino Unido com 4.2 milhões de reproduções. Semelhantemente, "Creep '96" impulsionou na Escócia o pico original de 44 para 17, e na Irlanda proporcionou um debute na nona colocação. Em outros territórios europeus, a obra atingiu a 19.ª colocação nos Países Baixos, as quarenta melhores na Alemanha, França e Suíça, e a 45.ª na Ultratop 50, da região belga de Flandres, além do 56.º posto na Suécia com o relançamento. Este desempenho na Europa lhe rendeu um pico na 43.ª posição da European Hot 100 Singles.
| Tabela musical (1994–96)                        | Melhor posição |
| ----------------------------------------------- | -------------- |
| Alemanha (Media Control Charts)                 | 39             |
| Austrália (ARIA Charts)                         | 20             |
| Bélgica (Ultratop 50 de Flandres)               | 45             |
| Canadá (Canadian RPM Singles Chart)             | 41             |
| Canadá (Canadian RPM Dance/Urban Singles Chart) | 3              |
| Escócia (The Official Charts Company)           | 17             |
| Estados Unidos (Billboard Hot 100)              | 1              |
| Estados Unidos (Hot R&B/Hip-Hop Songs)          | 1              |
| Estados Unidos (Rhythmic Songs)                 | 1              |
| Estados Unidos (Pop Songs)                      | 9              |
| França (SNEP)                                   | 23             |
| Irlanda (Irish Singles Chart)                   | 9              |
| Nova Zelândia (RIANZ)                           | 4              |
| Países Baixos (MegaCharts)                      | 19             |
| Reino Unido (UK Singles Chart)                  | 6              |
| Reino Unido (UK R&B Singles Chart)              | 3              |
| Suécia (Sverigetopplistan)                      | 56             |
| Suíça (Schweizer Hitparade)                     | 26             |
| União Europeia (European Hot 100 Singles)       | 43             |

| Tabela musical (1995)                           | Posição |
| ----------------------------------------------- | ------- |
| Canadá (Canadian RPM Dance/Urban Singles Chart) | 35      |
| Estados Unidos (Billboard Hot 100)              | 3       |
| Estados Unidos (Hot R&B/Hip-Hop Songs)          | 1       |
| Nova Zelândia (RIANZ)                           | 35      |

| Tabela musical (1990–99)           | Posição |
| ---------------------------------- | ------- |
| Estados Unidos (Billboard Hot 100) | 21      |

| Tabela musical (1958–2018)         | Posição |
| ---------------------------------- | ------- |
| Estados Unidos (Billboard Hot 100) | 172     |

| País (Empresa)        | Certificação |
| --------------------- | ------------ |
| Estados Unidos (RIAA) | Platina      |
| Nova Zelândia (RIANZ) | Ouro         |
| Reino Unido (BPI)     | Prata        |